# Partit Nacional Democràtic Angolès
El Partit Nacional Democràtic Angolès (Partido Nacional Democrático Angolano) és un partit polític d'Angola. El president del partit és Geraldo Pereira João da Silva i el secretari general és Pedro João António. A les eleccions generals d'Angola de 1992 va donar suport al candidat presidencial independent Daniel Chipenda (ex militant del MPLA i del FNLA) i va obtenir un escó a l'Assemblea Nacional d'Angola.
El 1997, el grup va passar a través d'alguns conflictes interns, en el moment de la seva primera conferència nacional. La seva candidatura a les eleccions legislatives d'Angola de 2008 fou rebutjada.